# Petalocephala ixion
Petalocephala ixion är en insektsart som beskrevs av Rauno E. Linnavuori 1972. Petalocephala ixion ingår i släktet Petalocephala och familjen dvärgstritar. Inga underarter finns listade i Catalogue of Life.